# 沃羅什利夫卡
49°2′32″N 28°19′57″E / 49.04222°N 28.33250°E

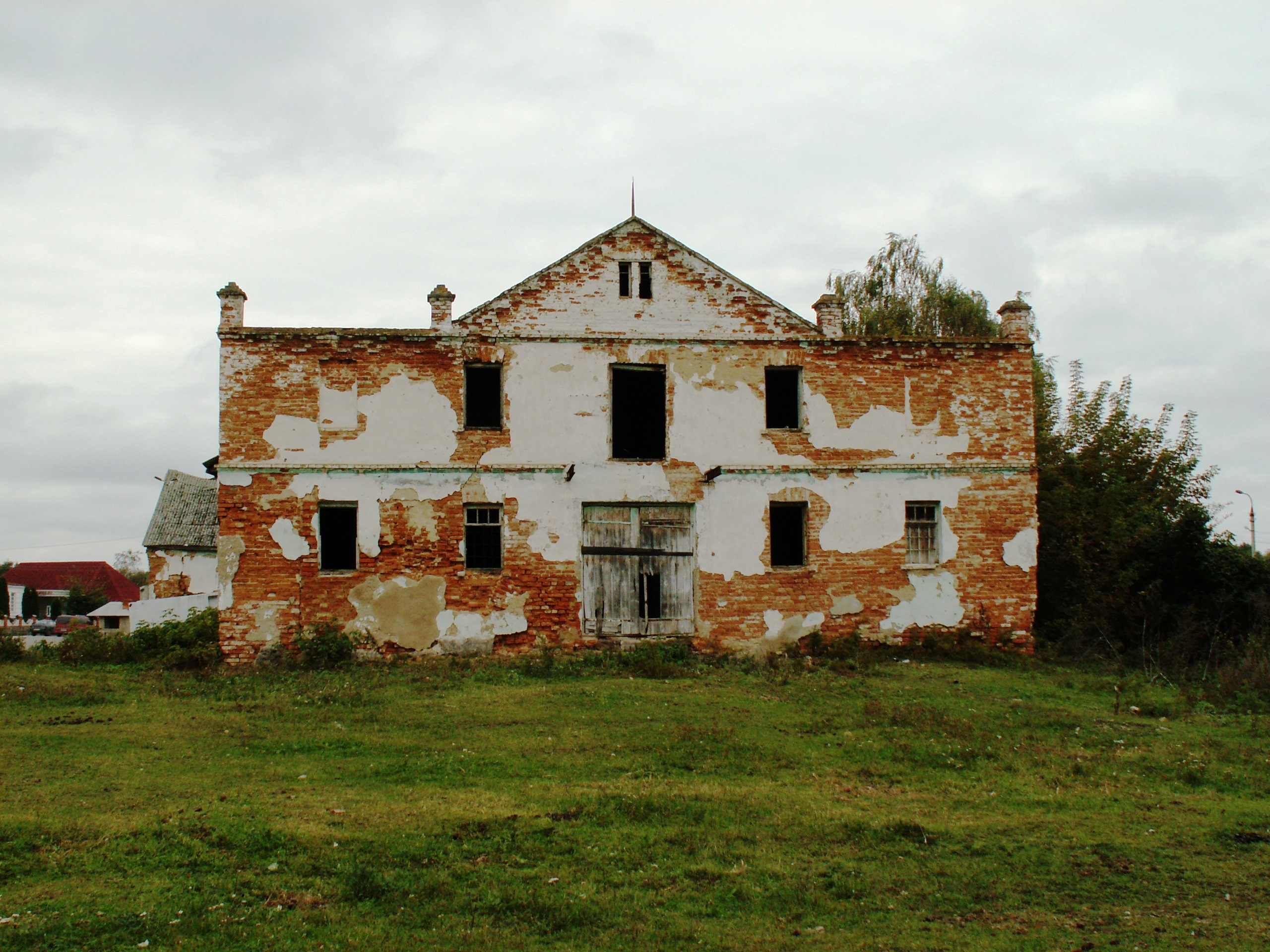

沃羅什利夫卡（烏克蘭語：Ворошилівка），是烏克蘭的村落，位於該國西南部文尼察州，由文尼察區負責管轄，始建於1552年，面積24.1平方公里，海拔高度233米，2001年人口1,247。